# سیارک ۱۲۲۶۱
سیارک ۱۲۲۶۱ (به انگلیسی: 12261 Ledouanier، نامگذاری:1989TY4) دوازده هزار و دویست و شصت و یکمین سیارک کشف شده‌است که در ۷ اکتبر ۱۹۸۹ کشف شد.
قدر مطلق سیارک برابر ۱۲.۳ است.